# Ordine coloniale della Stella d'Italia
L'Ordine coloniale della Stella d'Italia fu un'onorificenza del Regno d'Italia, istituita tramite Regio Decreto  il 18 gennaio 1914 dal re Vittorio Emanuele III di Savoia. Il fine era quello di premiare i sudditi indigeni delle Colonie italiane ed eccezionalmente anche dei cittadini italiani. Dal 1939 in poi l'ordine poteva essere conferito anche a personalità straniere, come il generale Erwin Rommel nel 1942.

## Storia
Il 18 gennaio 1914, con Regio Decreto , re Vittorio Emanuele III di Savoia istituì l'Ordine coloniale della Stella d'Italia; il fine dell'onorificenza era quello di premiare i sudditi indigeni delle Colonie italiane ed eccezionalmente anche dei cittadini italiani. L’Ordine si divideva nelle seguenti classi:
- Cavaliere di Gran Croce
- Grandi Ufficiali
- Commendatori
- Ufficiali
- Cavalieri.

La decorazione dell’Ordine si componeva in una stella a cinque punte d’oro, smaltata di bianco, bordata e pomata d’oro, caricata in cuore di uno scudetto circolare smaltato di rosso, con le cifre VE (monogramma reale di Vittorio Emanuele III) intrecciate. Lo scudetto risultava altresì circondato da una fascia di smalto di verde, con la scritta convessa verso il basso 1911. Nel rovescio, sempre su eguale scudetto circolare smaltato di rosso, vi era riportata la scritta AL MERITO COLONIALE. La stella era sormontata dalla corona reale, d’oro. Il nastro dell’Ordine era di rosso listato alle estremità da due verghette di bianco e di verde.

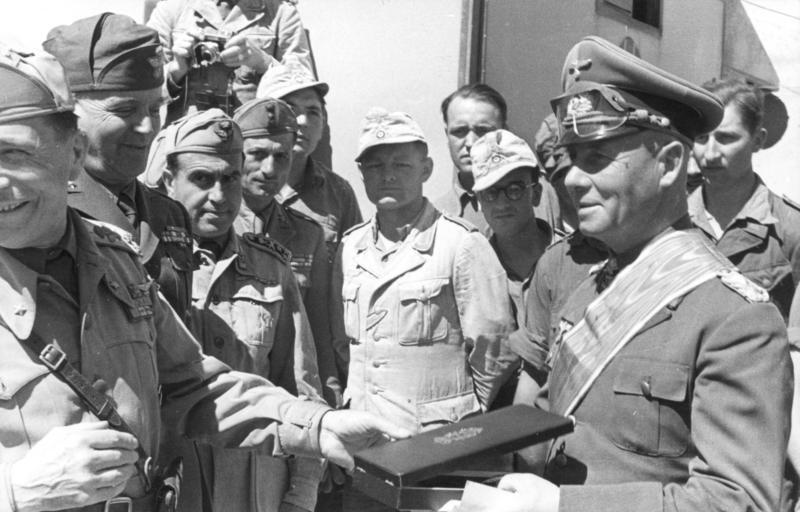
Il generale Rommel viene nominato Cavaliere di Gran Croce dell'Ordine.

Il Ministro delle Colonie presiedeva il Consiglio dell’Ordine, i cui componenti erano il Primo segretario del Gran Magistero dell’Ordine dei Santi Maurizio e Lazzaro, il cancelliere dell’Ordine della Corona d’Italia, due membri del Consiglio delle Colonie, un rappresentante del Ministero degli affari esteri, ed i direttori generali del Ministero delle Colonie. L’Ordine, nel tempo, venne più volte modificato. Con il Regio Decreto del 9 maggio 1939, si dispose che le onorificenze potessero essere conferite anche a stranieri, un esempio fu il generale tedesco Rommel. Con la perdita delle Colonie ed il mutamento della forma istituzionale in Italia, l’Ordine non è più stato conferito. 

## Insegne
- La medaglia dell'Ordine consisteva in una Stella d'Italia smaltata di bianco e pomellata d'oro al centro della quale si trovava uno scudo circolare rosso, bordato di verde, con le iniziali VE coronate d'oro, con sotto la data di fondazione dell'ordine. Il tenente al nastro era costituito da una grande corona reale in oro.
- Il nastro era rosso, bordato di bianco e di verde.

|                  |           |                                 |                 |                                |
| Nastri           |           |                                 |                 |                                |
| Cavaliere o Dama | Ufficiale | Commendatore o Dama di Commenda | Grand'Ufficiale | Cavaliere o Dama di Gran Croce |

## Insigniti notabili
- Italo Balbo
- Emilio De Bono
- Melchiade Gabba
- Ettore Muti
- Riccardo Maraffa
- Attilio Teruzzi
- Gian Giuseppe Durini di Monza
- Paolo Thaon di Revel
- Enrico Bonessa
- Angelo Cerica
- Giuseppe Pièche
- Luigi Bongiovanni
- Benito Mussolini
- Alessandro Ciano
- Erwin Rommel
- Amedeo Giannini
- Arturo Riccardi
- Gustavo Fara
- Federico Ciccodicola
- Elia Rossi Passavanti
- Giacomo Acerbo
- Giacomo Appiotti
- Ezio Maria Gray
- Eraldo Ilari
- Luigi Amato
- Hermann Göring
- Arturo Benigni